# Глазенап, Владимир Александрович фон
Владимир Александрович фон Глазенап (нем. Reinhold Woldemar von Glasenapp; 1812—1895) — контр-адмирал Русского императорского флота, тайный советник, автор ряда публикаций по морскому делу.

## Биография
Родился 26 июня (8 июля) 1812 года в семье Александра-Густава фон Глазенапа (09.08.1777—18.12.1840), в Валге.
Произведённый 10 мая 1824 года в гардемарины, служил сперва на корабле «Святой Андрей», на котором совершил плавание до острова Исландия. 
27 февраля 1826 года он был произведён в мичманы и в этом звании в 1826—1829 гг. совершил на шлюпе «Моллер» под командой капитана второго ранга М. Н. Станюковича кругосветное плавание на Камчатку, в ходе которого мореплавателями был открыт атолл Куре. 

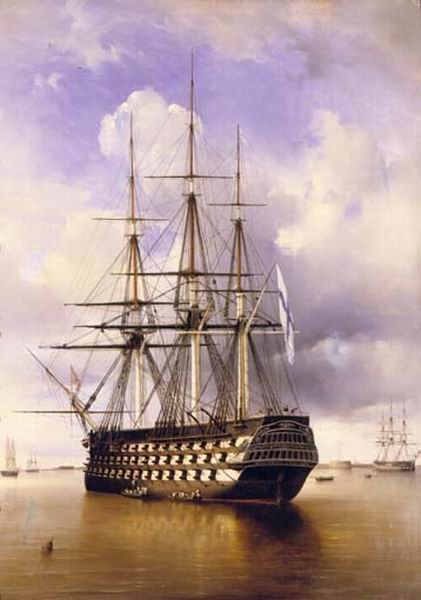
«Император Александр I»

В 1830—1832 годах плавал по Финскому заливу и Балтийскому морю на кораблях «Император Александр I» и «Бриенн» и в это время был произведён в лейтенанты (25 июля 1831 года). 
В 1834—1836 годах командовал люгерами «Петергоф» и «Ораниенбаум» и плавал на них по Балтике. 
5 апреля 1838 года Владимир Александрович фон Глазенап был произведён в капитан-лейтенанты и в том же году, командуя люгером «Ораниенбаум», плавал до Свинемюнде, откуда на буксире парохода «Геркулес» сопровождал императора Николая I в Стокгольм. 
В 1839—1849 годах он командовал пароходом (потом пароходофрегат) «Богатырь» и ходил с членами Императорской фамилии и иностранными принцами в Пруссию, Данию и Швецию и с императором в Копенгаген (1844). 
В 1841 году был награждён орденом Святого Владимира 4-й степени, 6 декабря 1846 года получил чин капитана 2-го ранга и 6 декабря 1849 года — капитана 1-го ранга. 

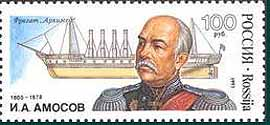
Иван Амосов и «Архимед»

В 1850—1851 годах командовал первым русским винтовым фрегатом «Архимед», построенным под руководством И. А. Амосова, на котором участвовал в Датской экспедиции русского флота (в конце экспедиции командовал отрядом из трёх кораблей). Потерпев крушение у острова Борнхольм, он возвратился с командой на пароходофрегате «Камчатка» в Кронштадт и 22 ноября 1851 года был уволен со службы. 
30 октября 1853 года вместе с титулярным советником Максимилианом Густавовичем Бехагель фон Адлерскроном основал пароходство «Самолёт», вошедшее впоследствии в тройку крупнейших русских дореволюционных пароходств на реке Волге.
30 августа 1860 года было велено считать фон Глазенапа уволенным от службы с чином контр-адмирала. 
27 апреля 1866 года фон Глазенап вновь поступил на службу и был причислен к Министерству государственных имуществ Российской империи; переименованный 15 февраля 1871 года в действительные статские советники, он в 1872 году перешёл на службу в Министерство финансов Российской империи и занимал должности сначала младшего члена Санкт-Петербургской сухопутной таможни, а с середины 1870-х годов — управляющего Архангельским таможенным округом. В 1882 году был уволен со службы в чине тайного советника. Напечатал множество статей в «Морском сборнике».
Умер 18 (30) июля 1895 года.
В честь В. А. Глазенапа назван мыс Глазенапа (Берингово море, Бристольский залив) — открыт в 1828 году М. Н. Станюковичем, им же назван по фамилии члена экипажа шлюпа «Моллер», мичмана В. А. Глазенапа.

## Избранная библиография
Поместил большое количество статей в «Морском сборнике», в их числе:
- «Способ поднятия гребного винта на палубу и укрепление на ней винта запасного» (1852. — № 1);
- «Замечания об управлении судами, снабженными вспомогательными винтовыми двигателями» (1852. — № 4);
- «Разные замечания о винтовых судах» (1852. — № 5);
- «О машинах, действующих нагретым воздухом» (1852. — № 11);
- «Ответ на статью "О собрании моряков в столице"» (1857. — № 4, за подписью: Отставной моряк);
- «Несколько практических способов для определения нарицательной и действительной сил паровых машин низкого и высокого давления» (1857. — № 6).

## Награды
Был награждён российскими (Св. Владимира 4-й ст., Св. Анны 3-й ст., Св. Станислава 3-й ст.) и иностранными (орден Св. Иоанна, шведский орден Меча, датский Данеброг, прусский Красного орла, веймарский орден Белого сокола, норвежский орден Святого Олафа) орденами.

## Семья
Был трижды женат:
1. с 20.10.1838 — в Тильзите на Эмме фон Ротт (30.06.1820—?); 3 июня 1846 года в Риге вышла замуж за доктора медицины Генриха Магнуса Шмидена
2. с 14 мая 1848 года — в Санкт-Петербурге на дальней родственнице, дочери генерала В. Г. Глазенапа, Анне Владимировне[5] (15.02.1825—24.10.1861), умерла от рака в Баден-Бадене, похоронена на местном кладбище Лихтенталь.
3. с 7 марта 1863 года — в Санкт-Петербурге на Жозефине Рёдер (1835—22.11.1894).